# Wilhelminapark (Venlo)
Het Wilhelminapark is een park aan de noordwestzijde van het centrum van de Nederlandse stad Venlo.

## Geschiedenis
In 1867 verloor Venlo haar status als vestingstad en werden de vestingwerken gesloopt.
Rond 1890 werd ten noorden van de oude binnenstad een nieuwe wijk gebouwd, waar voorheen het Fort Ginkel had gelegen, naar het ontwerp van architect Johannes Kayser. In de wijk werd het Wilhelminapark aangelegd, met elementen uit de Engelse landschapsstijl, naar het ontwerp van de Belgische landschapsarchitect Lieve Rooseels. Aan het park liggen de rijksmonumentale Villa Flora, Villa Maria, Villa Agnes, Villa Mosa en Villa Kakelhof.

## Parkaanleg
Het park is rond van vorm en is deels beplant met bomen. In het park bevindt zich een parkvijver met daarin een monumentale fontein. Deze fontein, ter vervanging van een uit 1892 stammende rotsfontein, stamt uit 1921 en is ontworpen door Michel de Klerk in de stijl van de Amsterdamse School. De fontein is opgedragen aan de toenmalige burgemeester Hermanus van Rijn, met de tekst "Aan burgemeester Van Rijn, 1921, door de Venlosche Burgerij". Op de fontein prijken verder beelden van Hildo Krop.